# アンヘル・デラ・ヴァッレ
アンヘル・デラ・ヴァッレ（Ángel Della Valle、1852年10月10日 - 1903年7月16日）は、アルゼンチンの写実主義のスタイルの画家。アルゼンチンの政治の安定とともに西欧化を進めた「1880年世代(Generación del '80)」 の芸術家の一人である。

## 略歴
ブエノスアイレスでイタリアからの移民の家族に生まれた。父親はアルゼンチンで大きな建築の仕事に関わった監督者で、アンヘル・デラ・ヴァッレはブエノスアイレスの名門学校（Colegio San José）で学ぶことができた。早くから芸術の才能を示し、1871年に父親が亡くなったが、翌年イタリアに留学し、フィレンツェでアントニオ・チゼリに学んだ。
1883年にアルゼンチンに戻り、実家にスタジオを開き、アウグスト・バレリーニ(Augusto Ballerini:1857-1902)、エドゥアルド・シボリ(1847-1918)、エルネスト・デ・ラ・カルコヴァ(1866-1927)、レイナルド・ジュディチ(1853-1921)といった画家や彫刻家のルシオ・コレア・モラレス(Lucio Correa Morales: 1852-1923)とフランシスコ・カフェラタ(Francisco Cafferata: 1861-1890)と美術家グループを結成し、1893年からアルゼンチンで初めて定期的なグループ展を開く美術家グループとなった。
初め、肖像画を専門にし、幼なじみで著名な眼科医になったPedro Lagleyzeや、その患者になったフリオ・アルヘンティーノ・ロカ大統領の肖像画なども描いた。その後、アルゼンチンの田園で働く人々を描いた。代表作にはスペイン人に抵抗したマプチェ族の戦士を描いた1892年の作品「マロンの帰還」があり、1893年のシカゴ万国博覧会のアルゼンチン館で展示された。
1876年設立のブエノスアイレスの美術教育機関、「美術振興協会(Sociedad de Estímulo de Bellas Artes)」で18年間教えた。1903年に若い芸術家を教えている時に、急死した。

## 作品

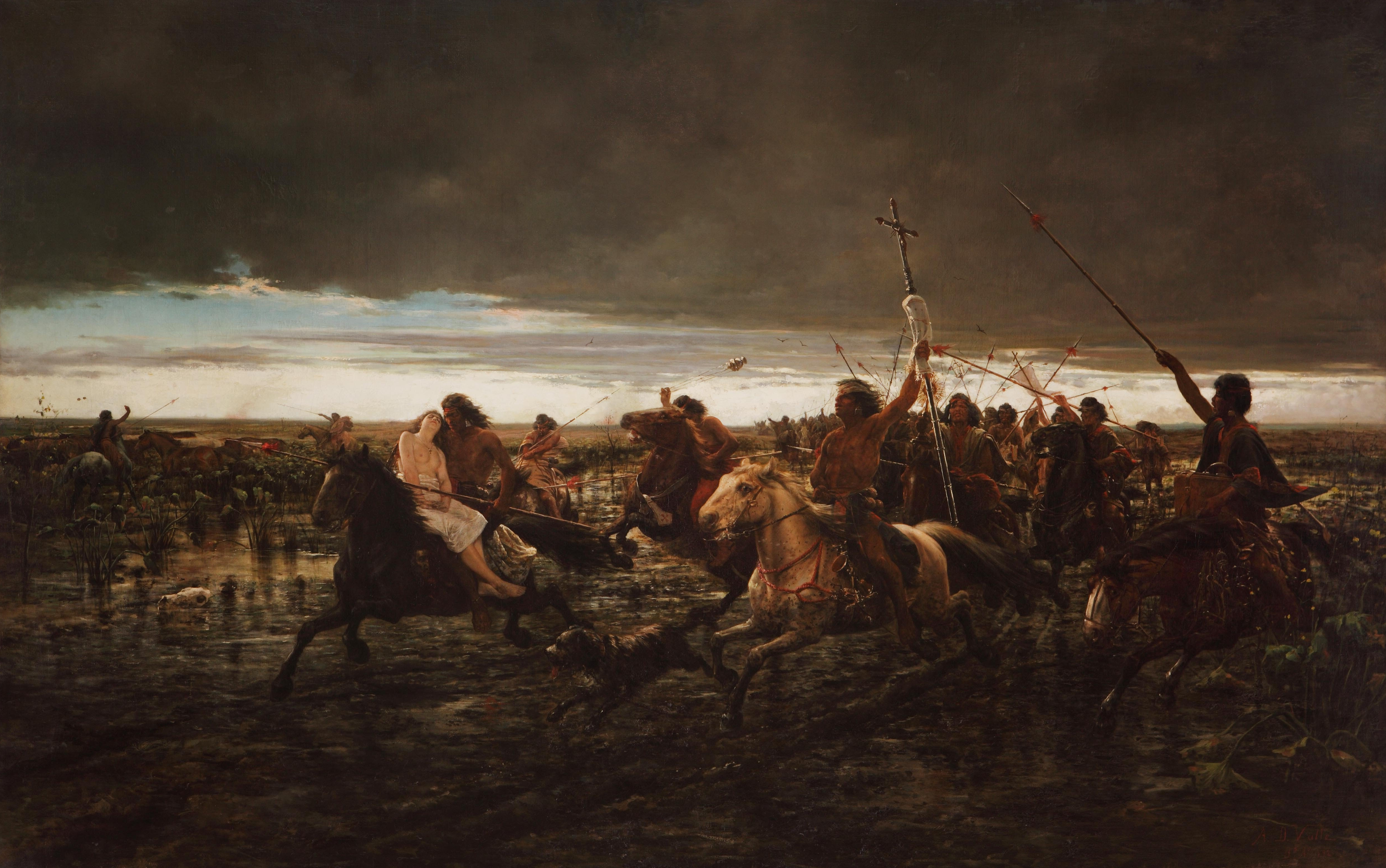
「マロンの帰還」(1892) アルゼンチン国立美術館蔵
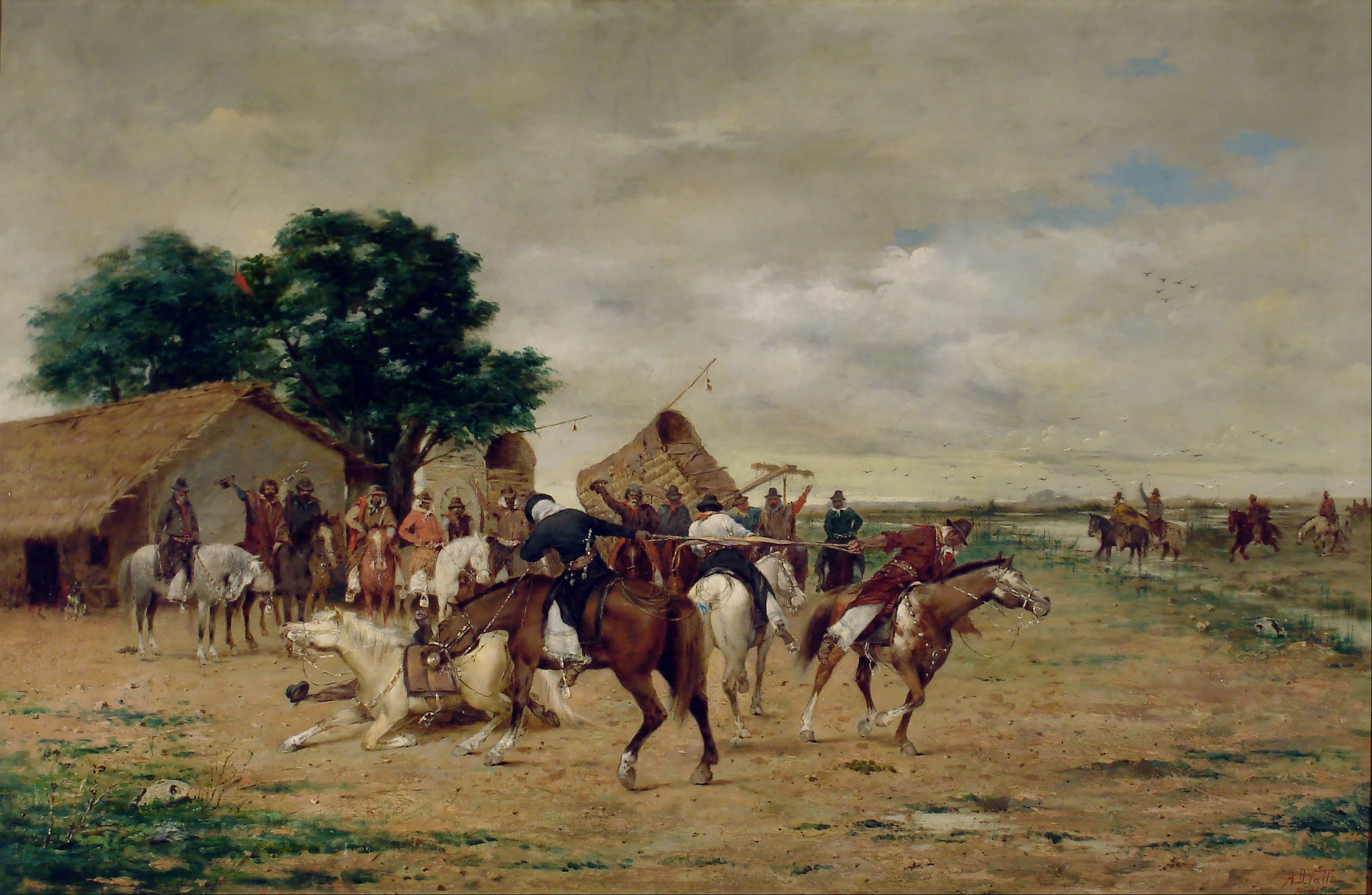
El juego del pato アルゼンチン国立美術館蔵
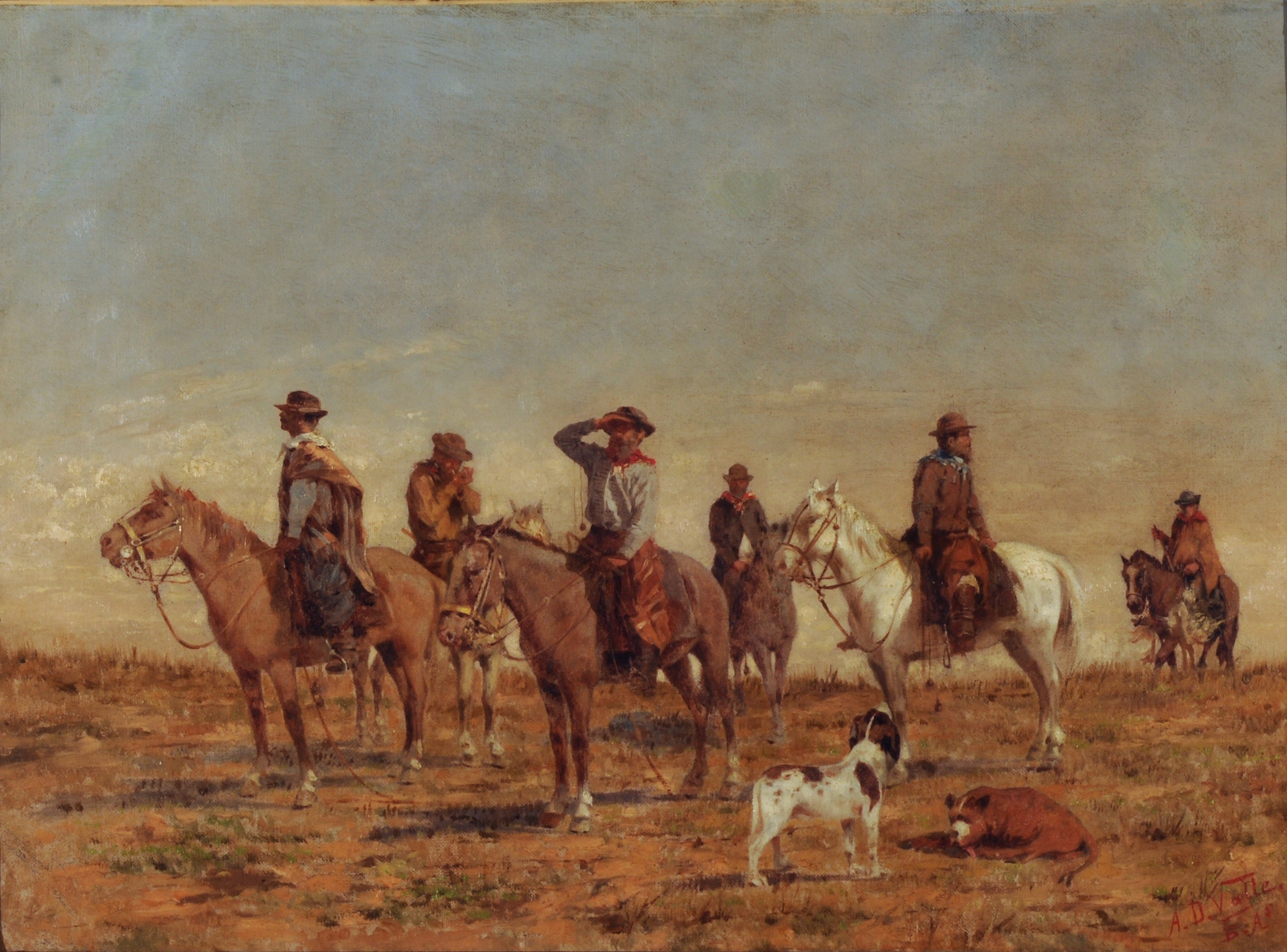
ガウチョたち